# Методологія
Методологія (грец. μεθοδολογία  — вчення про метод) — сукупність прийомів дослідження, що застосовуються в науці; вчення про методи пізнання та перетворення дійсності. Основу методології складає мислення та світогляд, як операційне середовище самодисципліни та роботи з інформацією, моделями, алгоритмами.
Методологія — вчення про метод діяльності як такий, включає принципи, методи діяльності і знання, що відображує їх. Складається з методології пізнання, методології практичної цільності та методології оцінки (аксіометодології).
Методологія до завершення формування системології застосовувалася за рецептурниками спеціалізації науково-прикладних напрямків і пов'язувалися переважно не з загальними принципами діяльності, а з інструментарієм чи специфічністю об'єктів, не з внутрішньою організацією мислення, а зовнішньою діяльністю та навичками роботи. Системологія, це пріоритетно-системне мислення через світоглядність, навичку алгоритмічної діяльності для оптимального досягнення мети визначеної оптимальним системним алгоритмічним  мисленням.

## Історія формування поняття
В міру збільшення об'єму і масштабів наукових знань, а також поглиблення наукового пізнання у розкритті законів і закономірностей функціонування реального природного і соціального світу все очевидніше стає прагнення учених проаналізувати прийоми та способи, за допомогою яких здобуваються знання. На початку античної культури монополія на дослідження проблем пізнання взагалі та наукового пізнання зокрема належала філософії. Навіть на межі XVI—XVII ст., коли сформувалося експериментальне природознавство, дослідженням різних проблем методології пізнання займалися в основному філософи. Проте найбільший вклад у той період був зроблений тими з них, які одночасно з філософією займалися й іншими спеціальними галузями наукового знання (Галілей, Декарт, Ньютон, Лейбніц та ін.).
Починаючи з другої половини ХІХ ст., особливо наприкінці його, відбувається різка диференціація, тобто відділення від філософії різноманітних наукових дисциплін, що досліджують ті чи інші аспекти процесу наукового пізнання. Поряд із традиційними філософськими методами у цей час виникають і починають активно розвиватися методи математичної логіки, а потім і методи ймовірнісної логіки. У зв'язку із науковою революцією у природознавстві на цьому етапі помітно зростає інтерес до історії та філософії науки. Трохи пізніше формуються і такі самостійні сфери наукового пізнання як психологія і соціологія науки, а вже у наші дні виникає абсолютно нова галузь — наука про науку, або наукознавство. Всі згадані наукові дисципліни досліджують різні аспекти та відношення наукового знання, застосовуючи свої особливі методи та поняттєвий апарат.
В останні десятиліття досягнуті значні результати у сфері наукової логіки, яка займається дослідженням проблем побудови та структури готового наукового знання.
Проблеми методу і методології наукового дослідження приваблювали увагу соціальних мислителів, учених і філософів ще у стародавні часи, починаючи з античної епохи. Проте ґрунтовний аналіз методів і засобів наукового пізнання став активно здійснюватися лише в останні півстоліття. Організаційна наук Богданова, системний підхід Барталанфі, функціоналізм системогенезу Анохіна П.К., системологія Ворони Ю. Дають послідовність створення системної методології, котру Ворона Ю. назвав  алгоритмом системно-організаційної діяльності — алгоритм СОД.

## Розуміння методології у сучасній науці
Методологію наука розуміла в недалекому минулому досить неоднозначно. Можна виділити такі варіанти структурного розуміння методології у сучасній науці:
1. Методологія — це певна сукупність філософських методів пізнання. До неї входять: індуктивний метод Френсіса Бекона, раціоналістичний метод Рене Декарта, діалектичний метод Сократа, Георга Гегеля, Карла Маркса, феноменологічний метод Едмунда Гуссерля, системний метод Людвіга фон Берталанфі, Уїльяма Ешбі, Толкотта Парсонса тощо. Методологія в цьому разі підноситься до небес філософської методології, із неї виключається величезний пласт конкретних методів і прийомів.
2. Методологія розглядається як система методів пізнання, зокрема й конкретних. Вона уявляється у вигляді певного арсеналу методів діяльності. Недоліки такого підходу в тому, що методологія, з одного боку, звужується до розуміння тільки методів і тільки методів пізнання. Тут виключається методологічна роль принципів, теорій і парадигм. З другого боку, методологія в цій транскрипції стосується тільки пізнавальної діяльності. Насправді діяльність характеризується, принаймні, трьома її різновидами: пізнавальною, практичною та оцінною, які взаємно доповнюють один одного у реальній життєдіяльності. Немало важить і те, що навіть якщо методологію зводити до системи методів, то викликає сумнів застосування до неї терміна «система». Найімовірніше, ідеться про сукупність методів, не про організовану систему, у якій всім процесом еволюції було б визначено наперед місце кожного методу в їхній сукупності.
3. Методологія — це тип раціонально-рефлексивної свідомості, спрямований на вивчення, удосконалення і конструювання методів. Поняття «методологія» має два основних  значення: по-перше, це — система  певних  правил, принципів і операцій, що застосовуються у тій чи іншій сфері діяльності  (в науці, політиці, мистецтві тощо); по-друге, це — вчення про цю систему, загальна теорія метода.
4. Методологія — це система принципів наукового дослідження; вчення про науковий метод пізнання законів природи за допомогою сукупності методів дослідження, що застосовуються в будь-якій науці відповідно до специфіки об'єкта її пізнання.
5. Відповідно до системно-діяльнісного підходу методологія досліджує зв'язаність, взаємозв'язок і залежність систем знань та систем діяльності.
Системно-діяльнісний підхід до методології був недостатньо розроблений, але він мав добрі перспективи виділення в методології деяких підсистем, які забезпечують пізнання, комунікацію, рефлексію і т. ін. Проте наука поки що не мала такого методологічного потенціалу, щоб сформувати розвинуту внутрішню структуру методології. Однак процеси становлення окремих методологій відбуваються досить швидко. Формуються методології пізнання, прогнозування, комунікацій, діагностики, оцінювання, моделювання, проєктування, контролю, управління, виробництва і споживання. Частково діяльність систематизувалася як форма документальної формалізації у вигляді вимог до публікацій (послідовність викладу, регламент), написання технічного завдання, замовлень, бізнес-планів тощо. Ворона Ю. викладаючи основи системології через системність категорій дає формалізований опис усіх можливих об'єктів з застосуванням універсального  алгоритму СОД.

## Класифікація діяльності та методології
Термін «методологія» обов'язково передбачає вживання терміна «діяльність». На це звертав увагу Е. Г. Юдін: «Методологія, яка трактується у широкому значенні цього слова, є вчення про структуру, логічну організацію, методи та засоби діяльності. У такому розумінні методологія утворює необхідний компонент будь-якої діяльності, оскільки остання стає предметом усвідомлення, навчання і раціоналізації».
Ворона Ю. сформулювавши універсальний запис категорій та алгоритму СОД не робить різниці між науковою, теоретичною, інтелектуальною чи навіть гуманітарною, чи мистецькою діяльністю та прикладною, ремісницькою діяльністю. Але традиційні погляди мають право на існування для окремих праць хоча б як етап формування універсальної методології.
Кожний з видів діяльності не може існувати без своєї методології.
| Підхід до класифікації |                                  | Вид методології              |
| Філософський підхід    | Пізнавальна                      | Пізнання                     |
|                        | Оцінювальна                      | Оцінювання                   |
|                        | Практична                        | Практики                     |
| Соціоінженерний підхід | Пізнавальна                      | Пізнання                     |
|                        | Аналітична                       | Аналітична                   |
|                        | Прогностична                     | Прогнозування                |
|                        | Повчальна                        | Навчання                     |
|                        | Комунікативна                    | Комунікації                  |
|                        | Моделювальна                     | Моделювання                  |
|                        | Конструювальна                   | Конструювання                |
|                        | Діагностична                     | Діагностики                  |
|                        | Оцінювальна                      | Оцінювання                   |
|                        | Контрольна                       | Контролю                     |
|                        | Управлінська                     | Управління                   |
|                        | Виробнича                        | Виробництва                  |
|                        | Перетворювальна                  | Перетворення                 |
|                        | Споживацька                      | Споживання                   |
| Тип взаємодії          | Суб'єкт-об'єктна                 | Суб'єкт-об'єктної взаємодії  |
|                        | Суб'єкт-суб'єктна                | Суб'єкт-суб'єктної взаємодії |
| Тип об єкта            | Інституційна                     | Інституційна                 |
|                        | Процесуальна                     | Процесів                     |
|                        | інноваційна                      | Інновацій                    |
|                        | Формування і розвиток відносин   | Відносин                     |
|                        | Формування і розвиток спільності | Спільностей                  |
|                        | Формування і розвиток цінності   | Цінностей                    |
|                        | Формування і розвиток норми      | Норм                         |
|                        | Формування і розвиток системи    | Систем                       |
|                        | Формування і розвиток діяльності |                              |

Виділення різновидів методології відповідно до різновидів людської діяльності не знімає проблему її розуміння, а переводить її в русло структурного осмислення методології.
Системологія дає уніфікацію опису об'єктів через детермінізм квартету категорій і їх формалізований запис і алгоритм СОД. Всі закони природи в ідеальному варіанті виписуються через системологію як логічний результат відпрацьований природою та закріплений через усвідомлений досвід обумовленого детермінізму. Дивись системологію.

## Методологія Об'єднання
Методологія Об'єднання є вченням про шляхи досягнення істини, що ґрунтується на фундаментальних засадах Філософії Об'єднання. В її основі лежить універсальний «метод віддавання та приймання», який розглядається як головний закон існування та розвитку. Згідно з цим методом, будь-яке існування чи розвиток виникає завдяки гармонійній взаємодії між двома корелятивними елементами — суб'єктом та об'єктом, які встановлюють взаємну основу, зосереджену на спільній меті. Цей процес є рушійною силою всіх явищ у світі.
Ключова особливість цієї методології полягає в її прагненні до синтезу. На відміну від класичних підходів, дедукція та індукція тут розглядаються не як окремі чи протилежні методи, а як єдиний процес: внутрішня дія віддавання та приймання (дедукція) та зовнішня (індукція) відбуваються узгоджено. Методологія Об'єднання пропонує альтернативу гегелівській діалектиці, заперечуючи, що розвиток є результатом боротьби протилежностей. Натомість вона стверджує, що розвиток відбувається через гармонійну дію віддавання та приймання між корелятами, що веде до спіралеподібного прогресу.
Метою методології є не лише пізнання, але й досягнення єдності та гармонії. Процес віддавання та приймання характеризується цілеспрямованістю, порядком, гармонійністю та здатністю зберігати ідентичність елементів при одночасному їх розвитку. Цей підхід застосовується для аналізу широкого спектра явищ: від процесів мислення, де він пояснює єдність інтелектуального та емоційного аспектів, до соціальних та природних взаємодій. Таким чином, методологія слугує інструментом для побудови цілісного світогляду, що об'єднує духовні та матеріальні аспекти реальності.